# Ballard (Utah)
Ballard – miasto w Stanach Zjednoczonych, w stanie Utah, w hrabstwie Uintah.